# Fairfield (Tennessee)
Fairfield es un lugar designado por el censo ubicado en el condado de Sumner en el estado estadounidense de Tennessee. En el Censo de 2010 tenía una población de 131 habitantes y una densidad poblacional de 51,04 personas por km².

## Geografía
Fairfield se encuentra ubicado en las coordenadas 36°37′15″N 86°20′33″O / 36.62083, -86.34250. Según la Oficina del Censo de los Estados Unidos, Fairfield tiene una superficie total de 2.57 km², de la cual 2.57 km² corresponden a tierra firme y (0%) 0 km² es agua.

## Demografía
Según el censo de 2010, había 131 personas residiendo en Fairfield. La densidad de población era de 51,04 hab./km². De los 131 habitantes, Fairfield estaba compuesto por el 94.66% blancos, el 0% eran afroamericanos, el 1.53% eran amerindios, el 0% eran asiáticos, el 1.53% eran isleños del Pacífico, el 1.53% eran de otras razas y el 0.76% pertenecían a dos o más razas. Del total de la población el 2.29% eran hispanos o latinos de cualquier raza.